# Václav Jemelka
Václav Jemelka (* 23. červen 1995 Uničov) je český profesionální fotbalista, který hraje na pozici středního obránce za český klub FC Viktoria Plzeň a za český národní tým.

## Klubová kariéra
S fotbalem Václav začínal v celku SK Uničov, odkud v roce 2011 přešel do mládežnického výběru Sigmy Olomouc. Od sezóny 2016/2017 hraje Václav Jemelka za A-tým Sigmy Olomouc. Již další sezónu byl člen základní sestavy a stal se jedním z pilířů defenzivy a celého týmu. Kolegu na stoperu mu v té době dělal Uroš Radakovič, ten ale v létě přestoupil do Sparty Praha. Od sezóny 2018/2019 se k Jemelkovi do stoperské dvojice přidal Jan Štěrba. V zimě přišel Jemelkovi nový parťák – zkušený Vít Beneš. Jana Štěrbu posadil na lavičku náhradníků. V sezóně 2020/2021 odehrál několik zápasů vedle zkušeného Romana Hubníka
Za olomoucký klub vstřelil celkem devět gólů. Dohromady nasbíral 26 žlutých a jednu červenou kartu.
Poslední den letního přestupového období v roce 2020 odešel na roční hostování do belgického týmu Oud-Heverlee Leuven.

## Reprezentační kariéra
Václav Jemelka byl poprvé zařazen do nominace české reprezentace v květnu 2018 trenérem Karlem Jarolímem pro duely s Austrálii a Nigérii na soustředění v Rakousku. Do ani jedno zápasu však nedostal možnost zasáhnou a zůstal tak po celou dobu na lavičce.
Dne 6. září 2020 dostal další pozvánku do českého národního týmu na zápas Ligy národů proti Skotsku. K tomu mu napomohla i nucená karanténa prvního týmu, který odehrál zápas se Slovenskem.
V listopadu 2020 byl povolán na přátelské utkání s Německem, proti kterému nastoupil, a zápasy Ligy národů proti Izraeli a Slovensku.
V březnu 2021 byl dodatečně povolán na utkání zahajující kvalifikaci na MS 2022 za zraněného stopera Tomáše Kalase. Ještě před odletem do polského města Lublin na zápas proti Estonsku se mu však udělalo nevolno a musel zůstat doma.
Ze zdravotních důvodů nemohl být nominován ani na EURO v červnu 2021.